# نيمانيا زيلينوفيتش
نيمانيا زيلينوفيتش (بالكرواتية: Nemanja Zelenović)‏ مواليد 27 فبراير 1990 في كنين، جمهورية يوغوسلافيا الاشتراكية الاتحادية، هو لاعب كرة يد صربي يلعب كظهير أيمن. يلعب حاليا مع نادي ماغديبورغ لكرة اليد ويحمل الرقم 24. مثل منتخب صربيا لكرة اليد.

## المسيرة الاحترافية
لعب مع نادي تسليه لكرة اليد في الدوري السلوفيني من سنة 2011 إلى 2014، ثم لعب مع نادي فيسوا بوتسك لكرة اليد في موسم 2014–2015، ثم لعب مع نادي ماغديبورغ لكرة اليد في الدوري الألماني في سنة 2015.

## سجل المنافسة
شارك في البطولات التالية:
- بطولة أوروبا لكرة اليد للرجال 2014
- بطولة أوروبا لكرة اليد للرجال 2016

## روابط خارجية
- نيمانيا زيلينوفيتش على موقع الاتحاد الأوروبي لكرة اليد (الإنجليزية)